# Quadrula
quadrula
Genre
Quadrula est un genre de mollusques bivalves d'eau douce.

## Liste d'espèces
Selon ITIS (31 janvier 2014) :
- Quadrula apiculata (Say, 1829)
- Quadrula asperata (I. Lea, 1861)
- Quadrula aurea (I. Lea, 1859)
- Quadrula couchiana (I. Lea, 1860)
- Quadrula cylindrica (Say, 1817)
- Quadrula fragosa (Conrad, 1836)
- Quadrula houstonensis (I. Lea, 1859)
- Quadrula infucata (Conrad, 1834)
- Quadrula intermedia (Conrad, 1836)
- Quadrula kleiniana (I. Lea, 1852)
- Quadrula metanevra (Rafinesque, 1820)
- Quadrula nobilis (Conrad, 1854)
- Quadrula nodulata (Rafinesque, 1820)
- Quadrula petrina (Gould, 1855)
- Quadrula pustulosa (I. Lea, 1831)
- Quadrula quadrula (Rafinesque, 1820)
- Quadrula refulgens (I. Lea, 1868)
- Quadrula rumphiana (I. Lea, 1852)
- Quadrula sparsa (I. Lea, 1841)
- Quadrula stapes (I. Lea, 1831)
- Quadrula tuberosa (I. Lea, 1840)

Selon NCBI (31 janvier 2014) :
- Quadrula apiculata
- Quadrula asperata
- Quadrula aurea
- Quadrula cylindrica
- Quadrula fragosa
- Quadrula houstonensis
- Quadrula intermedia
- Quadrula kieneriana
- Quadrula metanevra
- Quadrula mortoni
- Quadrula nobilis
- Quadrula nodulata
- Quadrula petrina
- Quadrula pustulosa
- Quadrula quadrula
- Quadrula refulgens
- Quadrula rumphiana
- Quadrula sparsa